# Lavris Peak
Lavris Peak är en bergstopp i Antarktis. Den ligger i Västantarktis. Inget land gör anspråk på området. Toppen på Lavris Peak är 2 745 meter över havet.
Terrängen runt Lavris Peak är huvudsakligen lite kuperad. Trakten är obefolkad. Det finns inga samhällen i närheten. 